# Чёрный змееяд
Чёрный змееяд  (лат. Circaetus pectoralis) — крупная хищная птица рода настоящих змееядов (Circaetus) подсемейства змееядов семейства ястребиных. Распространёна в Африке от Эфиопии, востока Южного Судана и Демократической Республики Конго на юг до Южно-Африканской Республики (севернее 26-й параллели южной широты). Населяет полузасушливые и пустынные области с одиноко растущими деревьями, поросшие кустарником, саванны и травянистые сообщества, до отметки 3400 метров над уровнем моря.
Длина тела составляет 63—71 см (66 см), размах крыльев 160—185 см, масса тела — 1,2—2,3 кг. Голова и грудь тёмно-коричневые (почти чёрные), брюхо и внутренняя сторона крыла светлые. Радужная оболочка ярко-жёлтая. Похожа на других змееядов, близка к змееяду (Circaetus gallicus) и Circaetus beaudouini. Имеет сходство в окраске оперения с неродственными хищными птицами с аллопатрическим распространением, например, с длиннокрылым лунем из Южной Америки.
Питается преимущественно змеями, но также охотится на ящериц, мелких млекопитающих и лягушек.
Самка откладывает одно яйцо, которое насиживает в течение 51—52 дней. Птенцы покидают гнездо через 89—90 дней.